# Marie Mejzlíková (Leichtathletin, 1902)
Marie Mejzlíková I (später Riedlová beziehungsweise Černá; * 16. Dezember 1902 in Prag; † 30. Mai 1981 ebenda) war eine tschechoslowakische Leichtathletin.

## Karriere
Mejzlíková erzielte während ihrer Karriere insgesamt drei von der Fédération Sportive Féminine Internationale (FSFI) anerkannte Bestleistungen:
- 200 Meter: 28,6 Sekunden am 21. Mai 1922 in Paris, Frankreich
- 4-mal-100-Meter-Staffel: 53,2 Sekunden am 21. Mai 1922 in Paris, Frankreich (mit Marie Bakovská, Marie Jirásková I und Marie Mejzliková II)
- Speerwurf: 24,95 Meter am 30. Juli 1922 in Prostějov, Tschechoslowakei

## Persönliche Bestleistungen
- 100 m: 12,6 Sekunden am 20. August 1922 in Paris, Frankreich
- 200 m: 27,4 Sekunden am 14. September 1924 in Paris, Frankreich
- Weitsprung: 4,93 Meter im Jahr 1923
- Kugelstoßen: 9,33 Meter am 21. Oktober 1923 in Bratislava, Tschechoslowakei
- Diskuswurf: 25,02 Meter am 14. September 1924 in Paris, Frankreich
- Speerwurf: 24,95 Meter am 30. Juli 1922 in Prostějov, Tschechoslowakei